# Parvulari
Un parvulari és una institució d'educació infantil preescolar, abans de l'escola primària. A Espanya legalment cobreix el segon cicle d'educació infantil entre els tres i sis anys, però sovint es fa servir en un sentit més ampli com a sinònim de preescolar.
La paraula prové del llatí parvulus, diminitiu de parvus, ‘petit’.
El parvulari té com a objectius de socialitzar els nens, acostumar-les a horaris i normes, desenvolupar els sentits i la psicomotricitat, preparar-les per a aprenentatges de l'educació formal, com la lectura, que de vegades ja comença en els darrers cursos del parvulari. Els requisits per a impartir el parvulari, tant pel que fa a l'espai com al personal que hi treballa, estan regulats per la llei educativa. A la Catalunya del Nord forma part de l'ensenyament obligatori, que hi comença als tres anys. A Andorra, a l'Alguer i a l'Estat espanyol l'educació materna no en forma part.